# Василівська сільська рада (Біляївський район)
Васи́лівська сільська́ ра́да — колишня адміністративно-територіальна одиниця та орган місцевого самоврядування в Біляївському районі Одеської області. Адміністративний центр — село Василівка.

## Загальні відомості
- Територія ради: 45,934 км²
- Населення ради: 2 468 осіб (станом на 2015 рік)
- Територією ради протікає річка Барабой

## Історія
Станом на 1 вересня 1946 року до складу Василівської сільської Ради (яка була перейменована з Тарасо-Шевченківської) входили: с. Василівка, с. Кам'янка, х. Бурківський, х. Варварівка, х. Кагарлик, х. Ленінський, х. Мандрівка, х. Миколаївка, х. Новий (Ексарово), х. Перше Травня, х. Секретарівка, х. Шевченка.

## Населені пункти
Сільській раді були підпорядковані населені пункти:
- с. Василівка

## Населення
Згідно з переписом 1989 року населення села становило 2173 особи, з яких 994 чоловіки та 1179 жінок.
За переписом населення 2001 року в селі мешкало 2068 осіб.

### Мова
Розподіл населення за рідною мовою за даними перепису 2001 року:
| Мова       | Відсоток |
| ---------- | -------- |
| українська | 86,8 %   |
| російська  | 8,8 %    |
| молдовська | 2,22 %   |
| вірменська | 1,16 %   |
| болгарська | 0,24 %   |
| гагаузька  | 0,1 %    |
| румунська  | 0,1 %    |
| білоруська | 0,05 %   |

## Склад ради
Рада складалася з 14 депутатів та голови.
- Голова ради: Мазурок Михайло Павлович
- Секретар ради: Чабан Олена Петрівна

### Керівний склад попередніх скликань
Примітка: таблиця складена за даними сайту Верховної Ради України

### Депутати
За результатами місцевих виборів 2015 року депутатами ради стали:

#### За суб'єктами висування
| Суб'єкт висування                         | Кількість обраних депутатів | %    |
| ----------------------------------------- | --------------------------- | ---- |
| Самовисування                             | 10                          | 55,6 |
| Партія регіонів                           | 6                           | 33,3 |
| Народна партія                            | 1                           | 5,6  |
| Партія промисловців і підприємців України | 1                           | 5,6  |

#### За округами
| № округу                                  | Прізвище, ім'я, по батькові         | Дата визнання обраним | Освіта  | Партійна приналежність                         | Відомості про обраного депутата                                          |
| ----------------------------------------- | ----------------------------------- | --------------------- | ------- | ---------------------------------------------- | ------------------------------------------------------------------------ |
| Народна Партія                            |                                     |                       |         |                                                |                                                                          |
| 1                                         | Барчук Людмила Володимирівна        | 01.11.2010            | вища    | член Народної партії                           | ТОВ «Пшеничне», бухгалтер                                                |
| Партія промисловців і підприємців України |                                     |                       |         |                                                |                                                                          |
| 3                                         | Вороюк Надія Федорівна              | 01.11.2010            | середня | член Партії промисловців і підприємців України | приватний підприємець                                                    |
| Партія регіонів                           |                                     |                       |         |                                                |                                                                          |
| 6                                         | Паулаускас Світлана Вікторівна      | 01.11.2010            | вища    | член Партії регіонів                           | Василівська загальноосвітня школа, вчитель                               |
| 8                                         | Татарчук Павло Олександрович        | 01.11.2010            | вища    | член Партії регіонів                           | тимчасово не працює                                                      |
| 10                                        | Чабан Олена Петрівна                | 01.11.2010            | вища    | член Партії регіонів                           | Василівська сільська рада, спеціаліст з соціального захисту населення    |
| 11                                        | Толкаченко Світлана Володимирівна   | 01.11.2010            | середня | член Партії регіонів                           | Василівська амбулаторія, дільнича медсестра                              |
| 12                                        | Мартинова Ольга Олександрівна       | 01.11.2010            | середня | член Партії регіонів                           | Василівський ясла-сад «Колосок», завгосп                                 |
| 16                                        | Шанікевич Алла Григорівна           | 01.11.2010            | вища    | член Партії регіонів                           | Василівська загальноосвітня школа, вчитель                               |
| Самовисування                             |                                     |                       |         |                                                |                                                                          |
| 2                                         | Овчарова Любов Миколаївна           | 01.11.2010            | середня | позапартійна                                   | Василівська сільська рада, секретар                                      |
| 4                                         | Моторний Григорій Федорович         | 01.11.2010            | середня | позапартійний                                  | М'ясо-молочна ферма ТОВ «Пшеничне», завідувач                            |
| 5                                         | Раділова Валентина Вікторівна       | 01.11.2010            | вища    | позапартійна                                   | Василівська сільська рада, землевпорядник                                |
| 7                                         | Бурковський Володимир Олександрович | 01.11.2010            | середня | позапартійний                                  | приватний підприємець                                                    |
| 9                                         | Шаран Надія Василівна               | 01.11.2010            | середня | позапартійна                                   | Василівська амбулаторія, фельдшер                                        |
| 13                                        | Оськіна Рита Олександрівна          | 01.11.2010            | вища    | позапартійна                                   | Василівська загальноосвітня школа, заступник директора з виховної роботи |
| 14                                        | Петровська Надія Володимирівна      | 01.11.2010            | середня | позапартійна                                   | фермерське господарство «Злива», керівник                                |
| 15                                        | Вербицька Наталія Леонідівна        | 01.11.2010            | вища    | позапартійна                                   | Василівська сільська рада, начальник військового облікового столу        |
| 17                                        | Паламарчук Володимир Григорович     | 01.11.2010            | середня | позапартійний                                  | тимчасово не працює                                                      |
| 18                                        | Мазуренко Павло Лукич               | 01.11.2010            | середня | позапартійний                                  | «Укртелеком», монтер                                                     |